# Ken McIntyre
Pour les articles homonymes, voir McIntyre.
Ken McIntyre (né à Boston le 7 septembre 1931 et mort à New York le 13 juin 2001) est un musicien de jazz américain. Son instrument principal est le saxophone alto mais il joue de nombreux instruments. Durant sa carrière, Ken McIntyre joue et enregistre avec : Nat Adderley, Jaki Byard, Ron Carter, Eric Dolphy, Charlie Haden, David Murray et Reggie Workman. Dans les années 1970, il devient enseignant.
Au début des années 1990, il change son nom en : Makanda Ken McIntyre.

## Discographie

### En tant que leader
- Stone Blues (New Jazz, 1960)
- Looking Ahead (New Jazz, 1960)
- Year of the Iron Sheep (United Artists, 1962)
- Way, Way Out (United Artists, 1963)
- Hindsight (Steeplechase, 1974)
- Home (SteepleChase, 1975)
- Open Horizon (SteepleChase,, 1975)
- Introducing the Vibrations (SteepleChase, 1976)
- Chasing the Sun (SteepleChase, 1978)
- In the Wind (Pasin' Thru, 1996)
- A New Beginning (Passin' Thru, 2000)

### Compilations
- The Complete United Artists Sessions (Blue Note, 1962–63 [1997]) inclut Year of the Iron Sheep et Way, Way Out avec 8 morceaux inédits

### En tant que sideman
Avec Cecil Taylor
- Unit Structures (1966)

Avec Nat Adderley
- Don't Look Back (Steeplechase, 1976)

Avec Charlie Haden et Liberation Music Orchestra
- The Montreal Tapes: Liberation Music Orchestra (Verve, 1989 [1999])
- Dream Keeper (Blue Note, 1990)